# Chiesa di San Fedele da Sigmaringa
La chiesa di San Fedele da Sigmaringa è una chiesa di Roma, nel quartiere Pietralata, in via Mesula.

## Storia
Essa fu costruita nel XX secolo.
La chiesa è sede parrocchiale, istituita dall'allora monsignor Ugo Poletti il 6 febbraio 1973 con il decreto Pastorali studio, ed affidata ai frati cappuccini. Il santo titolare, Fedele da Sigmaringen, fu un frate cappuccino, nato nel 1577 in Germania, missionario in Rezia, ove trovò la morte per mano di calvinisti protestanti nel 1622: fu canonizzato nel 1746.

## Descrizione
Si accede alla chiesa attraverso una piccola scalinata; essa è in forme molto semplici, preceduta da un porticato, con tetto a capanna; nella facciata una finestra circolare con vetro quadripartito. L'interno è costituito da un'unica aula, con tetto a capriate, ed arricchito lateralmente da statue di carattere devozionale, che raffigurano diversi santi tra cui Cristo re, Santa Rita da Cascia, Sant'Antonio. La statua del santo titolare è posta sopra la porta che conduce in sacrestia. Nell'abside è posto un crocifisso, affiancato dalla statue di San Giuseppe e della Madonna col bambino.